# Anneliese Felber
Anneliese Felber (* 20. Juni 1957 in Fürstenfeld) ist eine österreichische katholische Kirchenhistorikerin.

## Leben
Nach dem Studium der kombinierten Religionspädagogik mit Klassischer Philologie/Latein und der Theologie wurde sie an der Universität Graz mit der Arbeit Ecclesia ex gentibus congregata. Die Deutung der Rahabepisode (Jos 2) in der Patristik 1991 promoviert und 2012 an der Universität Salzburg mit der Arbeit Väterexegese Brisanz und Vielfalt für Patrologie und Alte Kirchengeschichte habilitiert. Sie erhielt die Lehrbefugnis im Fach Patrologie und Alte Kirchengeschichte. Ihre Forschungsschwerpunkte sind die Bibelauslegung und Frauenforschung im Rahmen der Patristik und Antike und Christentum. Seit 2012 ist sie außerordentliche Professorin am Institut für ökumenische Theologie, ostkirchliche Orthodoxie und Patrologie an der Universität Graz. 

## Veröffentlichungen (Auswahl)
- A reverse index of patristic greek. Prepared by Anneliese Felber. Under the direction of Johannes B. Bauer (= Grazer theologische Studien. Band 8). Institut für Ökumenische Theologie und Patrologie an der Universität Graz, Graz 1983.
- mit Norbert Brox (Hrsg.): Anfänge der Theologie. Charisteion Johannes B. Bauer zum Jänner 1987. Verlag Styria, Graz/Wien/Köln 1987, ISBN 3-222-11736-5.
- Ecclesia ex gentibus congregata. Die Deutung der Rahabepisode (Jos 2) in der Patristik (= Dissertationen der Karl-Franzens-Universität Graz. Band 85). dbv-Verlag für die Technische Universität Graz, Graz 1992, ISBN 3-7041-9045-4 (= Dissertation).
- Harmonie durch Hierarchie?. Das Denken der Geschlechter-Ordnung im frühen Christentum (= Reihe Frauenforschung. Band 26). Wiener Frauenverlag, Wien 1994, ISBN 3-900399-94-8.
- (Hrsg.): Johannes B. Bauer. Studien zu Bibeltext und Väterexegese (= Stuttgarter biblische Aufsatzbände. Band 23). Katholisches Bibelwerk, Stuttgart 1997, ISBN 3-460-06231-2.
- mit Johannes B. Bauer, Manfred Hutter (Hrsg.): Lexikon der christlichen Antike (= Kröners Taschenausgabe. Band 332). Kröner, Stuttgart 1999, ISBN 3-520-33201-9.
- Väterexegese: Brisanz und Vielfalt. Salzburg 2011 (= Habilitationsschrift); Graz 2014 (elektronisch).
- mit Basilius J. Groen, Michaela Sohn-Kronthaler (Hrsg.): Toleranz und Religionsfreiheit 311 – 2011. Internationales Symposium an der Katholisch-Theologischen Fakultät der Karl-Franzens-Universität Graz, 14.–15. April 2011 (= Spudasmata. Band 144). Olms, Hildesheim/Zürich/New York 2012, ISBN 978-3-487-14808-3.
- mit Gertraud Harb, Christoph Heil, Angelika Magnes: Q11: 46b, 52, 47–51. Woes Against the Exegetes of the Law. Wisdom’s Judgment on This Generation (Documenta Q. Reconstructions of Q Through Two Centuries of Gospel Research. Excerpted, Sorted and Evaluated). Peeters Publishers, Leuven 2012, ISBN 978-90-429-2601-1.
- mit Gertraud Harb, Christoph Heil, Angelika Magnes: Q 11:39a, 42, 39b, 41, 43–44. Woes against the Pharisees (Documenta Q. Reconstructions of Q Through Two Centuries of Gospel Research. Excerpted, Sorted and Evaluated). Peeters Publishers, Leuven 2012, ISBN 978-90-429-2649-3.